# Wycombe Wanderers FC
Wycombe Wanderers FC är en engelsk professionell fotbollsklubb i High Wycombe, grundad 1887. Klubbens hemmamatcher spelas på Adams Park. Klubben grundades av ett gäng möbeltillverkare, därav klubbens smeknamn The Chairboys. Klubben spelar sedan säsongen 2021/2022 i League One.

## Historia
Klubben har haft begränsade framgångar i ligaspelet genom åren. Det tog över 100 år från klubbens grundande till dess att man för första gången kvalificerade sig för spel i The Football League 1993. Väl där gick man å andra sidan genast upp en division och blev året efter sexa i den tredje högsta divisionen Second Division (nuvarande League One). Detta är ännu klubbens bästa ligaplacering genom tiderna.
Däremot har man ett flertal cupframgångar genom åren, främst kanske säsongen 2000/01 när man nådde semifinal i FA-cupen (som man förlorade med 2–1 mot slutliga vinnarna Liverpool) efter att ha slagit ut klubbar från både Premier League och First Division (nuvarande The Championship). Klubben har även vunnit FA Trophy 1990/91 och 1992/93.
Wycombe kvalificerade sig för första gången någonsin under klubbens historia till Championship inför säsongen 2020/2021, efter att man slagit Oxford United med 2–1 på Wembley Stadium. Efter endast en säsong i Championship blev klubben åter nedflyttade till League One.

## Spelare

### Spelartruppen
| 1  | Nederländerna | Mikki van Sas  | 29 februari 2004  | Feyenoord (-25)      |
| 13 | Kosovo        | Laurence Shala | 11 september 2004 | Wycombe Wanderers FC |
| 31 | England       | Stuart Moore   | 8 september 1994  | Morecambe (-25)      |
| 50 | England       | Will Norris    | 12 augusti 1993   | Portsmouth (-25)     |

| 2  | Skottland | Jack Grimmer      | 25 januari 1994   | Coventry City (-19)      |
| 3  | Skottland | Daniel Harvie     | 14 juli 1998      | Milton Keynes Dons (-24) |
| 5  | England   | Alex Hartridge    | 9 mars 1999       | Exeter City (-24)        |
| 6  | England   | Taylor Allen      | 16 juni 2000      | Walsall (-25)            |
| 17 | Irland    | Dan Casey         | 29 oktober 1997   | Motherwell (-25)         |
| 22 | England   | Fin Back          | 25 september 2002 | Nottingham Forest (-25)  |
| 25 | England   | Declan Skura      | 9 april 2002      | Kingstonian (-23)        |
| 26 | England   | Connor Taylor     | 25 oktober 2001   | Bristol Rovers (-25)     |
| 35 | England   | Ryan Tafazolli    | 28 september 1991 | Hull City (-20)          |
| 45 | Danmark   | Anders Hagelskjær | 16 februari 1997  | Molde (-25)              |

| 4  | England       | Josh Scowen             | 28 mars 1993      | Sunderland (-21)             |
| 7  | Guinea-Bissau | Armando Junior Quitirna | 25 april 2000     | Crawley Town (-25)           |
| 8  | Nordirland    | Caolan Boyd-Munce       | 26 januari 2000   | St Mirren (-25)              |
| 10 | England       | Luke Leahy              | 19 november 1992  | Shrewsbury Town (-23)        |
| 12 | Jamaica       | Garath McCleary         | 15 maj 1987       | Reading (-20)                |
| 20 | Skottland     | Ewan Henderson          | 27 mars 2000      | Beerschot (-25)              |
| 21 | Irland        | Jamie Mullins           | 29 september 2004 | Brighton & Hove Albion (-25) |
| 28 | England       | Matt Butcher            | 14 maj 1997       | Plymouth Argyle (-24)        |
| 30 | England       | George Abbott           | 17 augusti 2005   | Tottenham Hotspur (-25)      |
| 42 | Danmark       | Magnus Westergaard      | 27 maj 1998       | Viborg (-25)                 |
| 51 | Skottland     | Alex Lowry              | 23 juni 2003      | Rangers (-25)                |

| 9  | Schweiz         | Bradley Fink   | 17 april 2003    | Basel (-25)           |
| 11 | Nigeria         | Daniel Udoh    | 30 augusti 1996  | Shrewsbury Town (-24) |
| 15 | England         | James Tilley   | 13 juni 1998     | AFC Wimbledon (-25)   |
| 24 | Elfenbenskusten | Richard Kone   | 15 juli 2003     | Athletic Newham (-24) |
| 29 | Gibraltar       | Jaiden Bartolo | 10 februari 2006 | Wealdstone (-24)      |
| 44 | Nigeria         | Fred Onyedinma | 24 november 1996 | Luton Town (-24)      |

Not: Spelare i kursiv stil är inlånade.

### Utlånade spelare
| Nr | Land    | Pos | Namn                                          |
| -- | ------- | --- | --------------------------------------------- |
| 18 | England | A   | James Berry (i Chesterfield till 31 maj 2026) |
| 19 | England | MV  | Shamal George (i St Mirren till 31 maj 2026)  |

| Nr | Land    | Pos | Namn                                                 |
| -- | ------- | --- | ---------------------------------------------------- |
| 33 | England | A   | Brody Peart (i Tonbridge Angels till 1 januari 2026) |
| 34 | England | F   | Jack Matton (i Tonbridge Angels till 1 januari 2026) |

## Personligheter
- Martin O'Neill, tränare 1990–1995, förde klubben till serieseger i Football Conference 1992/93, fjärde plats i Third Division samt vinst i kvalet till Second Division 1993/94 och sjätte plats i Second Division 1994/95. Förde även klubben till seger i FA Trophy två gånger, 1990/91 och 1992/93.
- Lawrie Sanchez, tränare 2000–2003, förde klubben till cupframgångarna 2000/01. Som spelare gjorde han finalens enda mål när Wimbledon vann FA-cupen 1988.
- Steve Guppy, spelare 1989–1994 och 2004. Troligen den mest framgångsrika spelaren i klubbens historia; har spelat för bland annat Newcastle United, Port Vale och Leeds United, men hans största framgångar hade han under O'Neill i Leicester City och Celtic. Han har även en landskamp på sin meritlista.